# Gülzow (Szlezwik-Holsztyn)
Gülzow – gmina w Niemczech w kraju związkowym Szlezwik-Holsztyn, w powiecie Herzogtum Lauenburg, wchodzi w skład Związku Gmin Schwarzenbek-Land.